# جامعة بوخارست
جامعة بوخارست (بالرومانية: Universitatea din București)‏ في رومانيا هي جامعة تأسست عام 1864 بمرسوم من الأمير ألكسندر يوحنا كوزا لتحويل أكاديمية القديس سافا إلى جامعة بوخارست.